# Teouma
Teouma ist der längste Fluss auf der Hauptinsel Efate der Provinz Shefa von Vanuatu.

## Geographie
Der Teouma entspringt fast im Zentrum der Insel, im Nordosten des Montagne Matera und verläuft stetig von Norden nach Süden. Er folgt dabei in weiten Teilen einer Geländestufe, die sich bis nach Eratap im Südosten von Port Vila zieht und die westliche Landzunge der Teouma Bay bildet. In stark mäandrierendem Verlauf fließt er durch das Hügelland und nimmt zahlreiche kleinere Flüsse und temporäre Flüsse auf. Darunter von rechts und Westen Namaraï und Lololima und von Osten und links kurz vor der Mündung den Boufa. Außerdem erhält er Zufluss von mehreren Seen: Emaotul (⊙) und Emaotfer (⊙), sowie Duck Lake (⊙).
Der Fluss trägt denselben Namen wie ein Ort im Mündungsgebiet (⊙) und es gibt einen wichtigen archäologischen Fundplatz, den Lapita-Friedhof Teouma.